# Drapa
Drapa (717 m) – szczyt w Pasmie Jaworzyny w Beskidzie Sądeckim. Znajduje się w grzbiecie odchodzącym na południowy zachód od szczytu nad Łabowską Halą (1064 m) w głównej grani Pasma Jaworzyny i opadającym do doliny Popradu. Grzbiet ten oddziela dolinę Łomniczanki (po zachodniej stronie) od doliny Wierchomlanki (po wschodniej stronie). W kolejności od północy na południe znajdują się w nim: Wargulszańskie Góry (1035 m), Parchowatka (1004 m), Łaziska (941 m), Kiczora (806 m)) i Drapa (717 m), która kończy ten grzbiet.
Drapa to nazwa pochodzenia wołoskiego. Pochodzi od sława grapa oznaczającego bardzo stromy brzeg rzeki. Istotnie od strony Popradu jej dolna część stoków jest podcięta bardzo stromo. Ma trzy wierzchołki: 553 m, 645 m i 717 m. Wznosi się nad miejscowościami Wierchomla Wielka i Łomnica-Zdrój. Jest w większości zalesiona, ale znajdują się na niej polany, szczególnie od strony Łomnicy-Zdroju. Spływa z niej kilka niewielkich potoków uchodzących do Wierchomlanki, Łomniczanki i jej dopływu Wapiennika, lub bezpośrednio do Popradu (Potok Narków). Nie prowadzi przez nią żaden szlak turystyczny, ale jest wiele dróg leśnych i ścieżek.